# 白井孝市
白井 孝市（しらい こういち、1931年（昭和6年）12月21日 - 2013年（平成25年）12月22日）は、日本の政治家、愛知県田原市長（1期）。

## 来歴
愛知県出身。愛知大学短期大学部卒。卒業後は田原町役場に勤務し、助役となる。助役時代には一般産業廃棄物の固形燃料化にする施設を全国の自治体で初めて導入し、環境政策に力を入れた。1995年、田原町長に当選し、田原町長を3期務めた。2003年、田原町は赤羽根町を編入し田原市が発足。合併後の初代田原市長に就任する。市長を1期務め、2007年に退任した。2011年に田原市から初の名誉市民を贈られた。同年旭日双光章受章。2013年死去。